# Usine Stellantis de Madrid
L'usine Stellantis de Madrid est une usine automobile du groupe Stellantis (ex-Groupe PSA). Fondée par Barreiros, l'usine est située à Villaverde, dans la partie Sud de Madrid.
Elle produit depuis 2020 la Citroën C4 III et sa version électrique l'ë-C4.

## Histoire
Il s'agit d'une ancienne usine de fabrication de moteurs diesels, fondée en 1952 par Eduardo Barreiros. L'usine démarre ensuite la fabrication de camions, puis de tracteurs. Pendant les années 60 et 70, le site de Villaverde se lance dans l'assemblage d'automobiles et fabrique des Dodge Dart, particulièrement prisées des officiels espagnols.
Elle fabrique également d'autres modèles pour le compte de Chrysler Europe tels que la Simca 1000, la Simca 900, la Simca 1200, la Chrysler 150, la Chrysler-Simca 1609/1610/2 litres ainsi que la Chrysler-Simca Horizon,. Ces modèles étaient pour la plupart connus sous un autre nom hors d'Espagne.
PSA en a hérité lors de la reprises des activités européennes de Chrysler en 1978. La Chrysler 150 devient Talbot 150, la Chrysler-Simca Horizon s'appelle désormais Talbot Horizon, la Chrysler-Simca 1610/2 litres est renommée Talbot 1610/2 litres et enfin la Simca 1200 changea d'appellation pour Talbot 1200. 
En plus de ces modèles rebadgés, PSA fabriqua de nombreux véhicules sur les chaînes de l'usine madrilène, tels que les Talbot Solara (de 1980 à 1986), Talbot Samba (de 1981 à 1986), Citroën LNA (de 1983 à 1985), Peugeot 205 (de 1983 à 1999), Peugeot 309 (à partir de 1986), Peugeot 306 (à partir de 1993), Peugeot 306 Break (1997 à 2002), Citroën Xsara (1998 à 2004), Citroën Xsara Break (2004 à 2005), Citroën C3 I (2002 à 2010), Citroën C3 Pluriel (2002 à 2010), Peugeot 207, Peugeot 207 SW, Peugeot 207 CC (2007 à 2015) et Citroën C4 Cactus (2014 à 2020),,.
La production de l'usine s’est élevée à 135 500 véhicules en 2007, dont 74% des volumes étaient destinés à l'exportation. 
En 2010, le site produit 125 300 unités de Peugeot 207 berlines et CC.
Selon un document interne révélé par la CGT en 2011, la direction de PSA envisage une possible fermeture du site d'Aulnay avant 2015. Malgré les critiques formulées par le rapport Sartorius sur le site de Madrid alors que PSA ferme Aulnay, l'usine espagnole est maintenue. 
En 2013 et début 2014, seule la fin de série de la Peugeot 207 est maintenue avec une seule équipe. Entre 2009 et l'été 2014, l'usine aura connu 274 jours de chômage technique. 
Profitant de faibles coûts salariaux, PSA lance la C4 Cactus durant l'été 2014, ce qui permet au site de passer de nouveau à deux équipes pour produire 360 véhicules par jour avec 1 700 salariés. Avec 50 à 100 000 ventes par an, la C4 Cactus semble devoir rester loin de saturer un site pouvant sortir jusqu'à 200 000 voitures par an.
Alors que le site produit 90 000 véhicules par an, PSA annonce en 2017 investir 144 millions d’euros pour produire un nouveau modèle à fort volume à partir de 2020 : la Citroën C4 III, qui remplace le C4 Cactus sur les chaînes d'assemblage madrilènes.
En février 2022, l'usine inaugure la plus grande centrale solaire photovoltaïque de Madrid. Installée par Endesa sur le toit de l'usine de Madrid, cette centrale peut produire 8.000 MWh par an. Elle doit générer 30% de l'électricité consommée par le site.